# The Hollywood Reporter
The Hollywood Reporter – amerykańskie czasopismo poświęcone życiu i karierze gwiazd Hollywood. Powstało w 1930 przez Williama R. „Billy’ego” Wilkersona jako pierwszy codzienny tygodnik rozrywkowy w Hollywood.